# 朝鮮修信使
朝鮮修信使（ちょうせんしゅうしんし）は、明治初期に行われた朝鮮から日本への外交使節のこと。
江華島事件をきっかけとして、日本政府は全権黒田清隆を派遣して1876年2月には日朝修好条規が締結されたが、その際日本側は自国の実情を朝鮮側に見せるために黒田派遣の回礼使の派遣を朝鮮側に要請した。
朝鮮側もこれに応じ、同年5月には金綺秀ら修信使として派遣され、明治天皇や外務卿寺島宗則と会見して各地の施設を見学した。1880年にも日本公使派遣の回礼として金弘集らが修信使として派遣され、明治天皇や外務卿井上馨と会見した。翌1881年には外交交渉を兼ねて趙秉縞らが、その翌1882年には壬午事変に対する日本側の「謝罪」要求に応える形で朴泳孝らが派遣された。
修信使の中から朝鮮政界内部に開化派人脈が形成されることになる。

## 修信使の一覧
| 回次 | 出発日        | 到着日         | 修信使        | 著書                        |
| ---- | ------------- | -------------- | ------------- | --------------------------- |
| 1    | 1876年4月4日  | 1876年閏5月7日 | 金綺秀        | 『日東記遊』 『修信使日記』 |
| 2    | 1880年5月28日 | 1880年8月28日  | 金弘集        | 『修信使日記』              |
| 3    | 1882年8月8日  | 1882年11月28日 | 朴泳孝 金晩植 | 『使和記略』                |

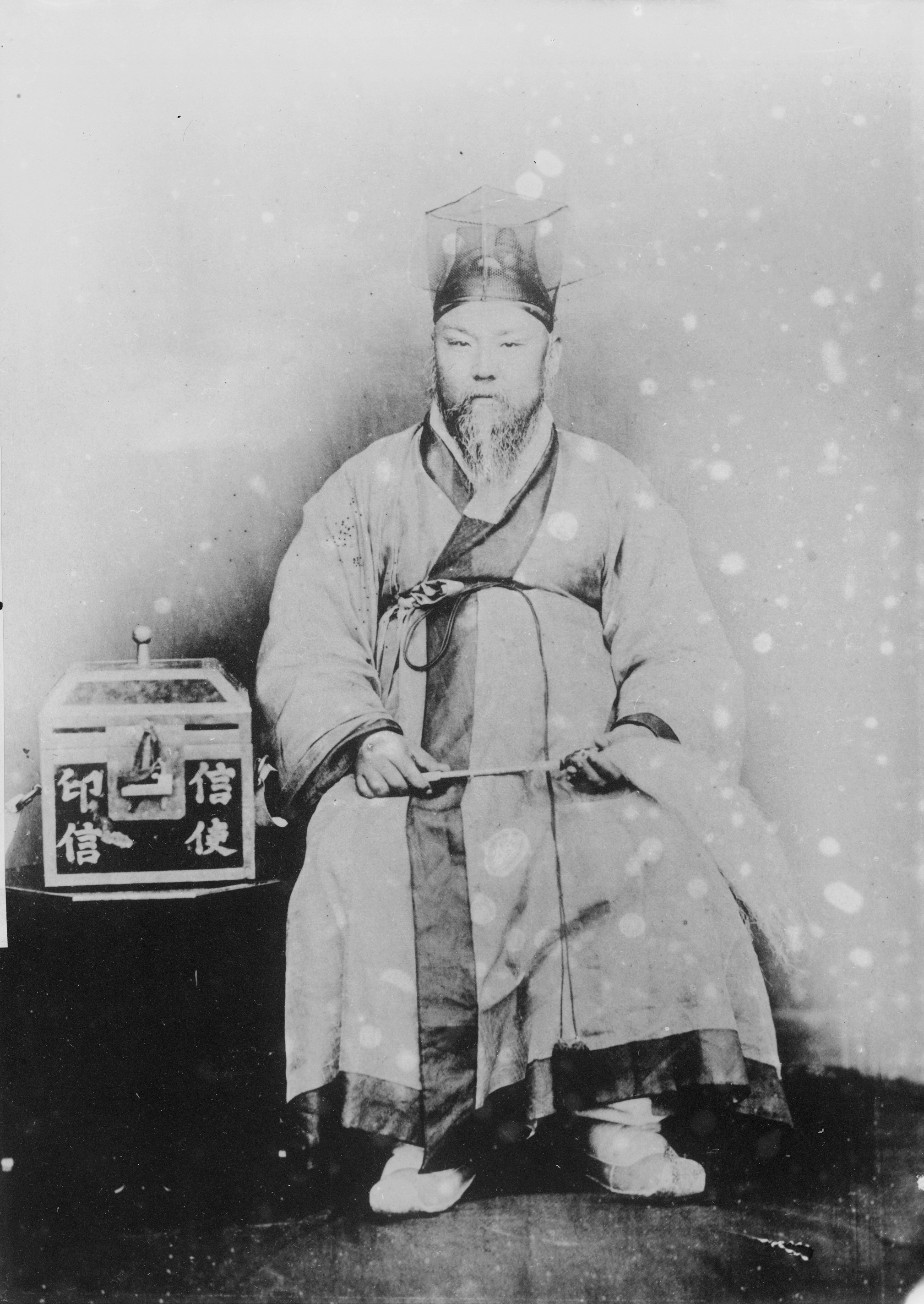
第１次修信使として派遣された金綺秀。当時「修信正使礼曺参議」
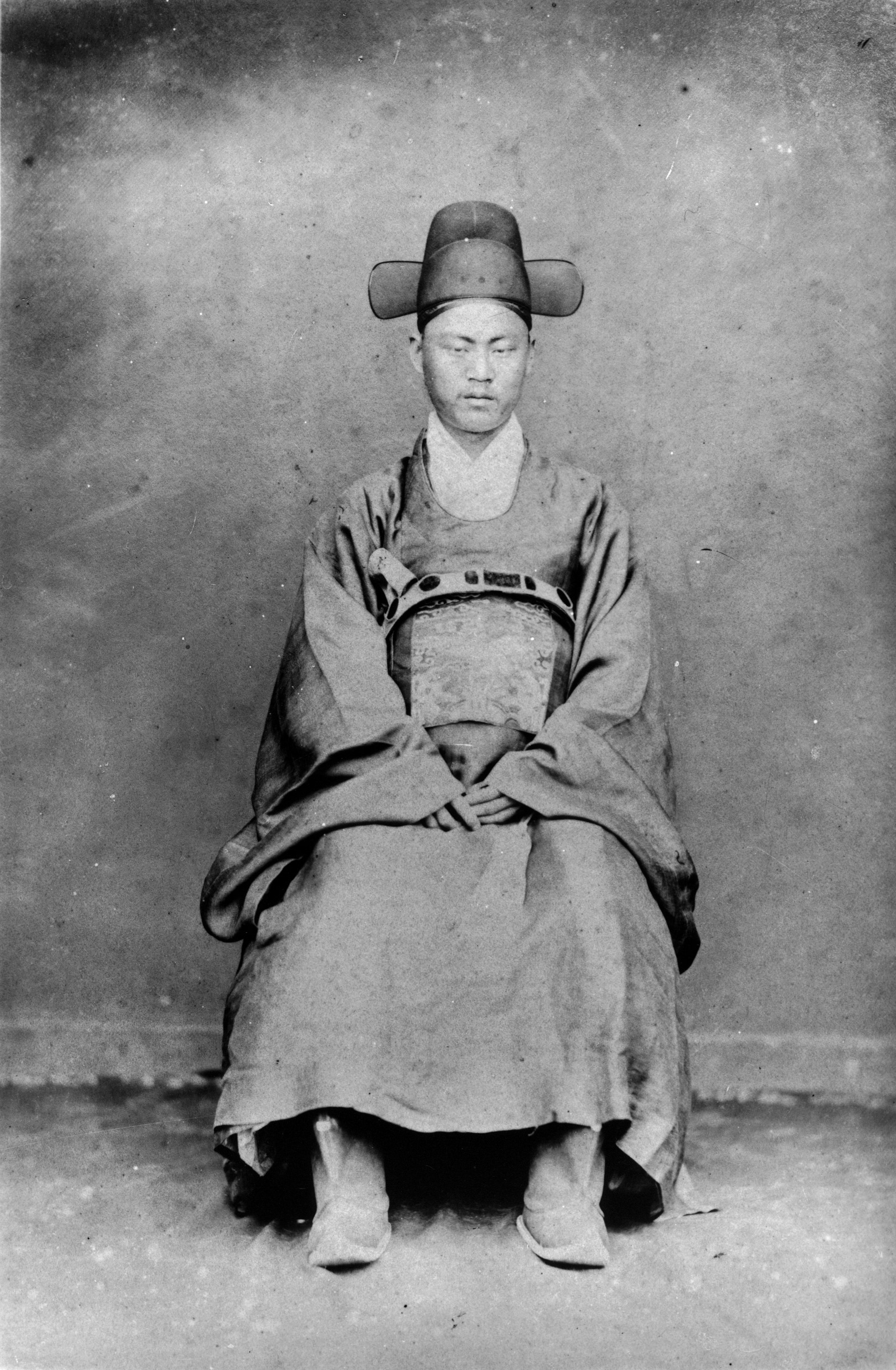
修信使の随行員として派遣された高永喜。当時「乾粮官副司果」
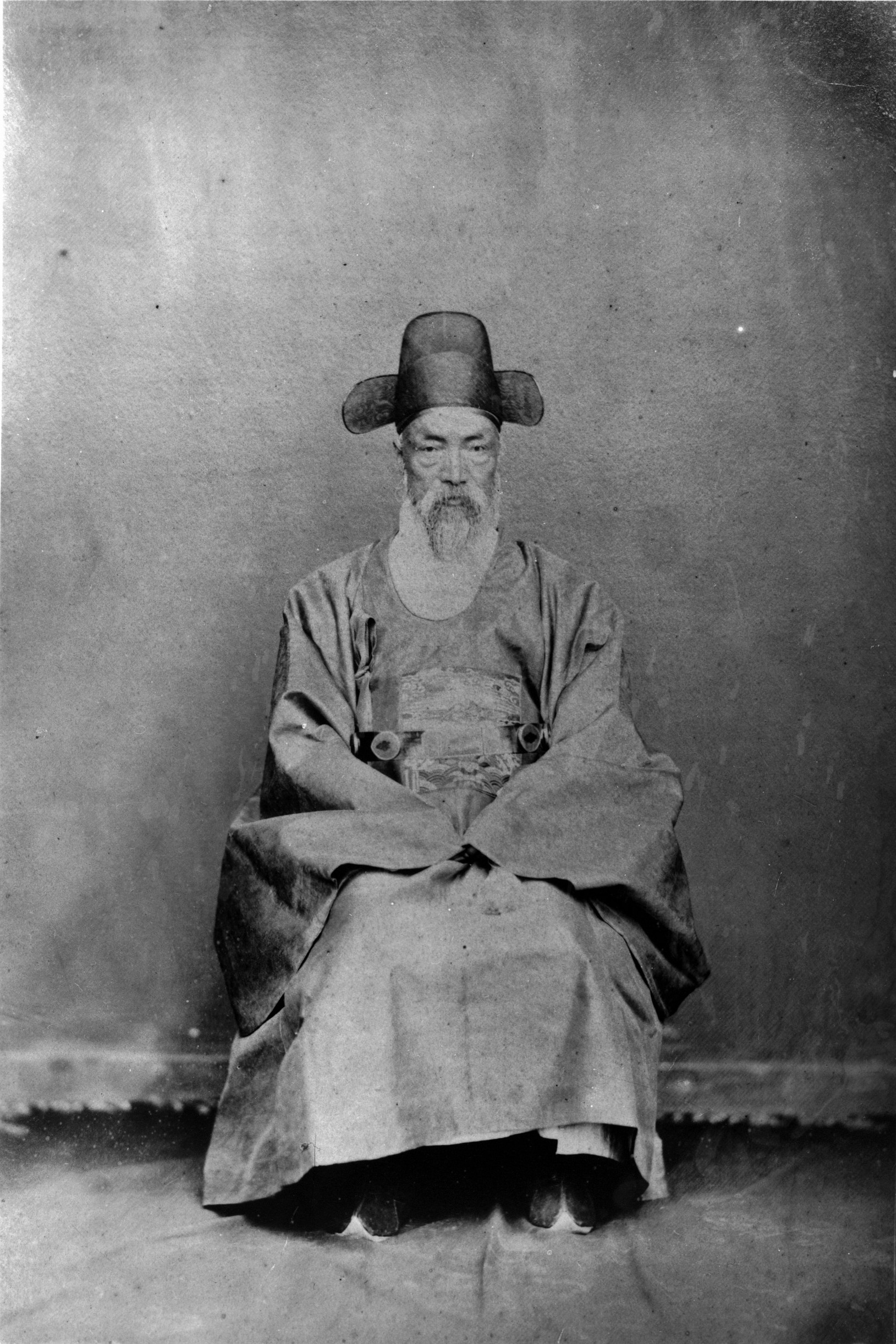
修信使の随行員として派遣された李容肅。当時「別遣漢学堂上嘉義大夫」
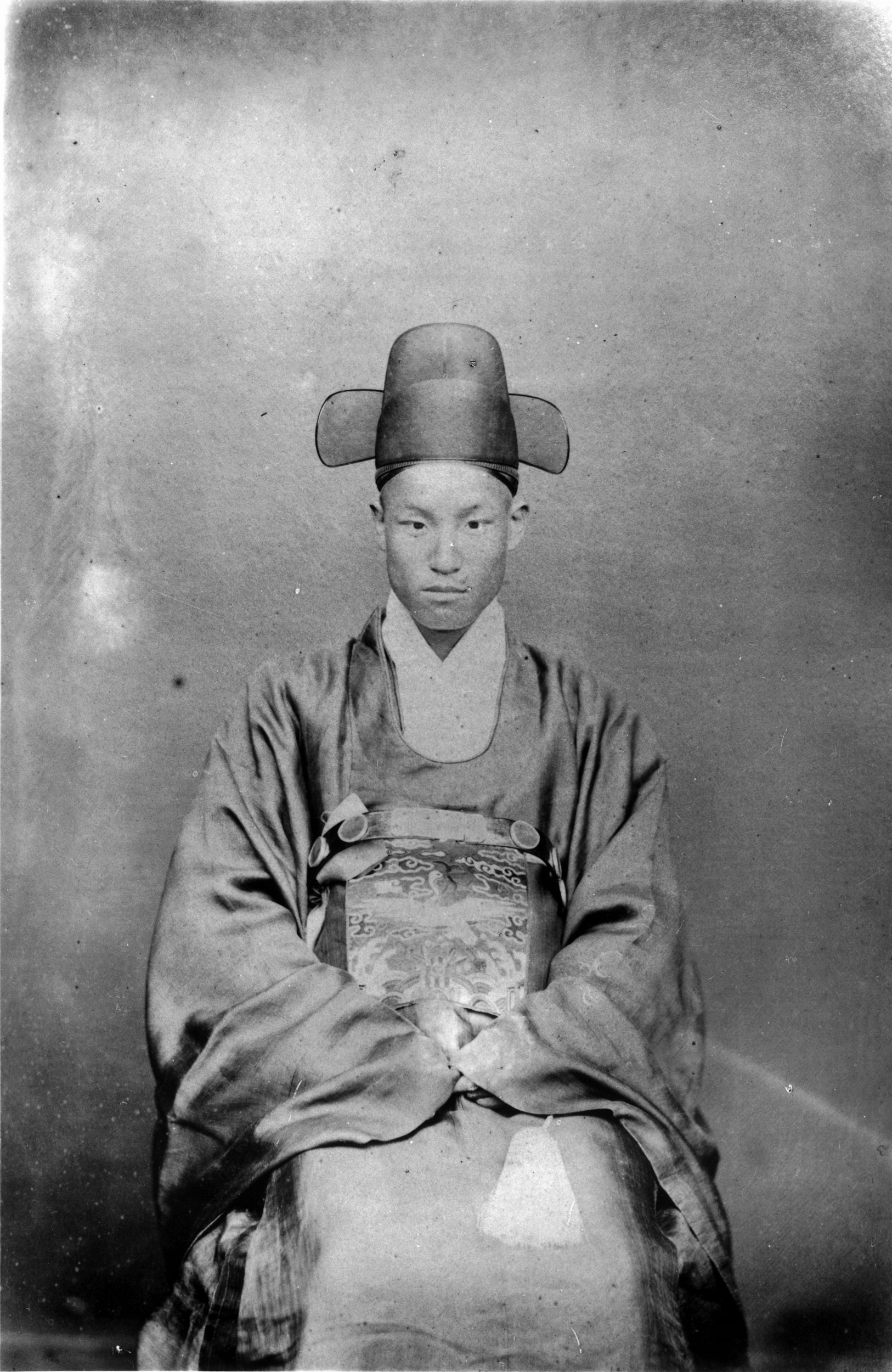
修信使の随行員として派遣された玄済舜。当時「掌務官上判事」
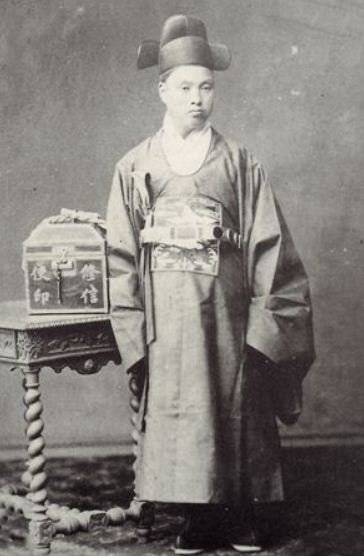
第2次修信使として派遣された金弘集